# Dalmatinski okaš
Dalmatinski okaš (lat. Proterebia afra dalmata), leptir iz porodice Nymphalidae čija su staništa jedino travnjaci središnje Dalmacije, od Gračaca do sjevernih obronaka Biokova, i na otoku Pagu. U Hrvatskoj je strogo zaštićena vrsta.
Godišnje ovaj leptir ima jednu generaciju. Ženka obično snese jaja na biljku običnu vlasulju (Festuca ovina). Nakon što gusjenica prezimi zakukulji se u proljeće, pa se imago (odrasli oblik) može vidjeti kako leti travnjacima od početka travnja do sredine svibnja.